# 20878 Юветреск
20878 Юветреск (20878 Uwetreske) — астероїд головного поясу, відкритий 2 листопада 2000 року.
Тіссеранів параметр щодо Юпітера — 3,344.